# 南埼玉郡

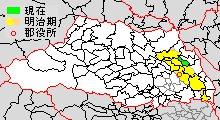
埼玉県南埼玉郡の範囲（緑：宮代町 薄黄：後に他郡に編入された区域）

南埼玉郡（みなみさいたまぐん）は、埼玉県の郡。
人口33,684人、面積15.95km²、人口密度2,112人/km²。（2025年2月1日、推計人口）
以下の1町を含む。
- 宮代町（みやしろまち）

## 郡域
上記の宮代町以外に、現在の行政区画のおおむね以下の区域に相当する。
- 越谷市（全域）
- 蓮田市（全域）
- 八潮市（全域）
- 白岡市（全域）
- さいたま市（岩槻区の全域）
- 春日部市の一部（大落古利根川以西の全域）
- 草加市の一部（綾瀬川以東の全域）
- 久喜市の一部（八甫、西大輪、東大輪以北の旧桜田村と旧栗橋町を除く全域）

上記のうち、草加市の区域は北足立郡に、久喜市の一部（大字鷲宮、上内、葛梅、中妻、久本寺および鷲宮一 - 六丁目、鷲宮中央一・二丁目、葛梅一 - 三丁目、栄一丁目。昭和の大合併前の初代鷲宮町に相当）は北葛飾郡に編入されている。

## 歴史

### 郡発足までの沿革
- 「旧高旧領取調帳」に記載されている明治初年時点での、埼玉郡のうち後の当郡域の支配は以下の通り。●は村内に寺社領が存在。幕府領は大竹左馬太郎支配所、佐々井半十郎支配所、小笠原甫三郎支配所、松村忠四郎支配所、荒井清兵衛支配所が管轄。詳細不明は村数に含めない。（13町229村）

| 知行         | 知行                                 | 村数 | 村名 |
| ------------ | ------------------------------------ | ---- | --- |
| 幕府領       | 幕府領（大竹）                       | 57村 | 小林村（小林村新田を含む）、●大房村、花田村、増林村、上間久里村、大林村、●四丁野村、粕壁宿、梅田村、内牧村、吉郎兵衛新田、爪田ヶ谷村、彦兵衛新田、日川新田、鹿室村、九人組新田（詳細不明）、相野原村、藤内新田、裏慈恩寺村、藤助新田、花積村、道口蛭田村、小溝村、徳力村、道順川戸村、上蛭田村、下蛭田村、中曽根村（現春日部市）、新方袋村、大枝村、大畑村、増田新田、大場村、中野村、一ノ割村、中曽根村（現久喜市）、金重村、●箕輪村、掛村、江ヶ崎村、上野村、新宿村、柏崎村、横根村、真福寺村、浮谷村、黒谷村、飯塚村、笹久保村、下新井村、高曽根村、野島方村、●船渡村、●大杉村、●川崎村（現越谷市）、●向畑村、大吉村 |
| 幕府領       | 幕府領（佐々井）                     | 28村 | 上馬場村、八条村、伊原村、●二町目村、木曽根村、西袋村、柳之宮村、松之木村、伊草村、小作田村、川崎村（現八潮市）、鶴ヶ曽根村、立野堀村、後谷村（現八潮市）、●越ヶ谷町、大沢町、蒲生村、登戸村、大間野村、越巻村、下間久里村、●瓦曽根村、弥十郎村、長島村、中島村、増森村、袋山村、大里村 |
| 幕府領       | 幕府領（小笠原）                     | 3村  | 和戸村、国納村、青毛村 |
| 幕府領       | 幕府領（松村）                       | 1村  | 高虫村 |
| 幕府領       | 幕府領（不明）                       | 1村  | 下蓮田村 |
| 幕府領       | 旗本領                               | 26村 | 古新田、大瀬村、西村、上内村、久本寺村、上早見村、下清久村、上清久村、六万部村、野牛村、寺塚村、●白岡村、篠津村、柴山村、柴山枝郷、荒井新田村、上大崎村、下大崎村、台村、●菖蒲町、●閏戸村、根金村、実ヶ谷村、城村、小曽川村、野島村 |
| 幕府領       | 一橋徳川家領                         | 5村  | 太田新井村、西粂原村、●上平野村、上蓮田村、川島村 |
| 幕府領       | 幕府領（大竹）・旗本領               | 20村 | 七左衛門村、神明下村、表慈恩寺村、備後村、百間中島村、百間中村、百間金谷原組、百間西原組、須賀村、久喜本町、久喜新町、野久喜村、古久喜村、所久喜村、●江面村、下早見村、小久喜村、古ヶ場村、笹久保新田、駒崎村 |
| 幕府領       | 幕府領（佐々井）・旗本領             | 10村 | 中馬場村、青柳村（現草加市）、大曽根村、伊勢野村、大原村、浮塚村、垳村、●西方村、荻島村、●平方村 |
| 幕府領       | 幕府領（小笠原）・旗本領             | 2村  | ●百間東村、青柳村（現久喜市） |
| 幕府領       | 幕府領（松村）・旗本領               | 2村  | 井沼村、●小林村 |
| 幕府領       | 幕府領（大竹）・一橋徳川家領         | 1村  | 除堀村 |
| 幕府領       | 幕府領（大竹）・旗本領・一橋徳川家領 | 1村  | 高岩村 |
| 幕府領       | 幕府領（小笠原）・一橋徳川家領       | 3村  | 上野田村、下野田村、栗原村 |
| 幕府領       | 幕府領（荒井）・旗本領               | 1村  | 吉羽村 |
| 幕府領       | 旗本領・一橋徳川家領                 | 3村  | 太田袋村、河原井村、●三箇村 |
| 藩領         | 武蔵岩槻藩                           | 50村 | 谷中村、西谷原新田、東谷原新田、上大増新田、下大増新田、増富村、増戸村、平野村、長宮村、大野島村、増長村、大口村、大谷村、大戸村、新方須賀村、大森村、三野宮村、恩間新田、大道村、大竹村、恩間村、大泊村、薄谷村、市宿町、太右衛門分（詳細不明）、久保宿町、新町、横町、林道町、富士宿町、新曲輪町、渋江町、田中町、江川新田、掛新田、長左衛門新田、佐太夫新田、斎藤新田（詳細不明）、辻村、笹山村、黒浜村、本宿村、平林寺村、馬込村、加倉村、谷下村、釣上新田、釣上村、尾ヶ崎新田、木曽良村、村国村、大竹村 |
| 藩領         | 武蔵忍藩                             | 7村  | 四条村、東方村、見田方村、南百村、別府村、●柿木村、千疋村 |
| 藩領         | 武蔵金沢藩                           | 2村  | 後谷村（現越谷市）、砂原村 |
| 藩領         | 上総久留里藩                         | 1村  | 葛梅村 |
| 幕府領・藩領 | 幕府領（大竹）・岩槻藩               | 4村  | 西新井村、岡泉村、千駄野村、孫十郎村 |
| 幕府領・藩領 | 幕府領（大竹）・佐倉藩               | 1村  | 百間村 |
| 幕府領・藩領 | 幕府領（大竹）・旗本領・忍藩         | 2村  | 原村、貝塚村 |
| 幕府領・藩領 | 幕府領（大竹）・旗本領・下総佐倉藩   | 1村  | 東粂原村 |
| 幕府領・藩領 | 幕府領（佐々井）・忍藩               | 1村  | 麦塚村 |
| 幕府領・藩領 | 幕府領（佐々井）・佐倉藩             | 1村  | 蓮谷村 |
| 幕府領・藩領 | 幕府領（松村）・旗本領・下総古河藩   | 1村  | 新堀村 |
| 幕府領・藩領 | 旗本領・岩槻藩                       | 1村  | 樋ノ口村 |
| 幕府領・藩領 | 旗本領・久留里藩                     | 1村  | 中妻村 |
| その他       | 寺社領                               | 5村  | 慈恩寺村、鷲宮村、栢間村、末田村、尾ヶ崎村 |

- 慶応4年
  - 6月19日（1868年8月7日） - 忍藩士の山田政則が武蔵知県事に就任。下記を除く幕府領・旗本領を管轄。
  - 7月10日（1868年8月27日） - 旧幕府代官の桑山効が武蔵知県事に就任。青柳村（現草加市）・荻島村を管轄。
  - 各藩の領地替えにより、以下の変更が行われる。
    - 佐倉藩 → 武蔵知県事（山田） ： 蓮谷村
    - 久留里藩 → 武蔵知県事（山田） ： 葛梅村、中妻村
    - 岩槻藩 → 武蔵知県事（山田） ： 樋ノ口村、千駄野村、加倉村、谷下村
    - 麦塚村（忍藩、武蔵知県事の相給）の忍藩領が武蔵知県事領、武蔵知県事領が忍藩領に変更
- 明治元年
  - 12月23日（1869年2月4日） - 桑山効知県事が河瀬秀治に交代。
- 明治2年
  - 1月10日（1869年2月20日） - 山田政則知県事が宮原忠英に交代。
  - 1月13日（1869年2月23日） - 武蔵知県事・宮原忠英、河瀬秀治の管轄区域にそれぞれ大宮県（県庁は東京府馬喰町）、小菅県を設置。
  - 6月23日（1869年7月31日） - 金沢藩が任知藩事にともない六浦藩に改称。
  - 9月29日（1869年11月2日） - 県庁が浦和に置かれ、大宮県が浦和県に改称。
  - このころ一橋徳川家領が浦和県の管轄となる。
- 明治4年
  - 7月14日（1871年8月29日） - 廃藩置県により、藩領が岩槻県、忍県、六浦県、久留里県、佐倉県、古河県となる。
  - 11月14日（1871年12月25日） - 第1次府県統合により、全域が埼玉県の管轄となる。
- 1873年（明治6年）（6町225村）
  - 市宿町・久保宿町・新町・横町・林道町・富士宿町・新曲輪町・渋江町・田中町・江川新田・掛新田・長左衛門新田が合併して岩槻町となる。
  - 岩槻城跡および士族屋敷の区域をもって太田町が起立。
  - 佐太夫新田が平林寺村に編入。
- 1874年（明治7年）（6町218村）
  - 小林村（現久喜市）・小林村新田が合併して西小林村となる。
  - 西谷原新田・東谷原新田が合併して谷原新田となる。
  - 上蓮田村・下蓮田村が合併して蓮田村となる。
  - 日川新田が分割され、岡泉村・実ヶ谷村・黒浜村・長崎村に編入。
  - 吉郎兵衛新田が内牧村に、藤内新田が相野原村に、藤助新田が慈恩寺村にそれぞれ編入。

### 郡発足後の沿革
- 1879年（明治12年）3月17日 - 郡区町村編制法の埼玉県での施行により、埼玉郡のうち6町218村の区域に行政区画としての南埼玉郡が発足。郡役所は岩槻町に設置。
- 1879年（明治12年）
  - 2ヶ所存在した青柳村、川崎村、後谷村、中曽根村がそれぞれ南青柳村、北青柳村、南川崎村、北川崎村、南後谷村、北後谷村、南中曽根村、北中曽根村に改称。
  - 荻島村・平野村・辻村・新宿村・下新井村が、のちの北埼玉郡域に同名の村が存在することから南荻島村・南平野村・南辻村・南新宿村・南下新井村にそれぞれ改称。
  - 小林村が東小林村に改称。
- 1881年（明治14年） - 栢間村が分村して上栢間村・下栢間村となる。（6町219村）
- 1889年（明治22年）4月1日 - 町村制の施行に伴い、以下の町村が発足。（6町44村）

- 岩槻町 ← 岩槻町、太田町（現さいたま市）
- 八条村 ← 八条村、鶴ヶ曽根村、松之木村、伊草村、小作田村（現八潮市）、立野堀村（現草加市）
- 新和村 ← 尾ヶ崎村、尾ヶ崎新田、釣上村、釣上新田、野島方村、孫十郎村、高曽根村、末田村（現さいたま市）
- 新方村 ← 北川崎村、大吉村、船渡村、大松村、大杉村、弥十郎村、向畑村（現越谷市）
- 豊春村 ← 道順川戸村、上蛭田村、下蛭田村、花積村、道口蛭田村、増戸村、増富村、南中曽根村、上大増新田、下大増新田、谷原新田、新方袋村（現春日部市）
- 大相模村 ← 東方村、西方村、見田方村、南百村、四条村、別府村、千疋村（現越谷市）
- 大袋村 ← 大竹村、大道村、大林村、大房村、袋山村、恩間村、恩間新田、三野宮村（現越谷市）
- 荻島村 ← 南荻島村、野島村、小曽川村、砂原村、北後谷村、西新井村、長島村（現越谷市）
- 大山村 ← 下大崎村、柴山村、荒井新田村（現白岡市）、上大崎村（現久喜市）
- 小林村（西小林村が単独村制。現久喜市）
- 太田村 ← 吉羽村、古久喜村、青毛村、栗原村、西村、野久喜村（現久喜市）
- 鷲宮村 ← 鷲宮村、上内村、葛梅村、中妻村、久本寺村（現久喜市）
- 和土村 ← 黒谷村、飯塚村、笹久保村、笹久保新田、木曽良村、村国村、南下新井村（現さいたま市）
- 川柳村 ← 柿木村、南青柳村（現草加市）、麦塚村、伊原村（現越谷市）
- 蒲生村 ← 瓦曽根村、登戸村、蒲生村（現越谷市）
- 川通村 ← 大口村、南平野村、長宮村、大野島村、増長村、大谷村、大戸村、大森村、新方須賀村（現さいたま市）
- 粕壁町（粕壁宿が単独町制。現春日部市）
- 柏崎村 ← 柏崎村、横根村、加倉村、谷下村、浮谷村、真福寺村（現さいたま市）
- 河合村 ← 掛村、金重村、本宿村、箕輪村、平林寺村（現さいたま市）、馬込村（現さいたま市・蓮田市）、川島村（現蓮田市）
- 栢間村 ← 下栢間村、上栢間村、柴山枝郷（現久喜市）
- 武里村 ← 備後村、一ノ割村、大場村、大枝村、中野村、薄谷村、増田新田、大畑村（現春日部市）
- 内牧村 ← 内牧村、梅田村（現春日部市）
- 黒浜村 ← 黒浜村、城村、南新宿村、笹山村、江ヶ崎村（現蓮田市）
- 八幡村 ← 上馬場村、中馬場村、大原村、大曽根村、浮塚村、西袋村、柳之宮村、南後谷村（現八潮市）
- 増林村 ← 増林村、増森村、中島村、東小林村、花田村（現越谷市）
- 久喜町 ← 久喜本町、久喜新町、上早見村（現久喜市）
- 越ヶ谷町（単独町制。現越谷市）
- 大沢町（単独町制。現越谷市）
- 江面村 ← 江面村、下早見村、太田袋村、北青柳村、樋ノ口村、原村、除堀村（現久喜市）
- 出羽村 ← 四丁野村、七左衛門村、越巻村、大間野村、谷中村、神明下村（現越谷市）
- 三箇村 ← 三箇村、河原井村、台村（現久喜市）
- 桜井村 ← 上間久里村、下間久里村、大里村、大泊村、平方村（現越谷市）
- 清久村 ← 上清久村、下清久村、六万部村、北中曽根村、所久喜村（現久喜市）
- 菖蒲町 ← 菖蒲町、新堀村（現久喜市）
- 篠津村 ← 篠津村、野牛村、白岡村、寺塚村、高岩村（現白岡市）
- 慈恩寺村 ← 慈恩寺村、裏慈恩寺村、表慈恩寺村、古ヶ場村、徳力村、鹿室村、上野村、南辻村、小溝村、相野原村（現さいたま市）
- 潮止村 ← 伊勢野村、二町目村、木曽根村、南川崎村、大瀬村、垳村、古新田（現八潮市）
- 岡泉村、実ケ谷村、千駄野村、小久喜村、上野田村、下野田村、爪田ケ谷村、太田新井村（それぞれ単独村制。現白岡市）
- 彦兵衛村（彦兵衛新田が単独町制。現白岡市）
- 平野村 ← 上平野村、高虫村、駒崎村、井沼村、根金村（現蓮田市）
- 百間村 ← 百間村、百間東村、百間中村、百間金屋原組、百間西原村、百間中島村、蓮谷村（現宮代町）
- 須賀村 ← 須賀村、和戸村、西粂原村、東粂原村、国納村（現宮代町）
- 綾瀬村 ← 閏戸村、貝塚村、蓮田村（現蓮田市）

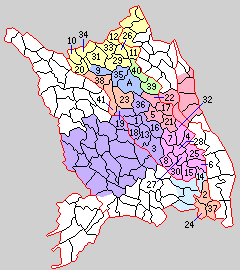
1.岩槻町 2.八條村 3.新和村 4.新方村 5.豊春村 6.大相模村 7.大袋村 8.荻島村 9.大山村 10.小林村 11.太田村 12.鷲宮村 13.和土村 14.川柳村 15.蒲生村 16.川通村 17.粕壁町 18.柏崎村 19.河合村 20.栢間村 21.武里村 22.内牧村 23.黒浜村 24.八幡村 25.増林村 26.久喜町 27.越ヶ谷町 28.大沢町 29.江面村 30.出羽村 31.三箇村 32.桜井村 33.清久村 34.菖蒲町 35.篠津村 36.慈恩寺村 37.潮止村 38.平野村 39.百間村 40.須賀村 41.綾瀬村 A.日勝組合村（紫：さいたま市 桃：越谷市 赤：春日部市 上橙：蓮田市 下橙：八潮市 黄：久喜市 青：白岡市 緑：宮代町 水色：草加市）

- 1895年（明治27年）3月15日 - 日勝組合村（岡泉村・実ヶ谷村・千駄野村・小久喜村・上野田村・下野田村・爪田ヶ谷村・太田新井村・彦兵衛村）が合併して日勝村が発足。（6町36村）
- 1896年（明治29年）8月1日 - 郡制を施行。
- 1923年（大正12年）4月1日 - 郡会が廃止。郡役所は存続。
- 1926年（大正15年）7月1日 - 郡役所が廃止。以降は地域区分名称となる。
- 1933年（昭和10年）4月17日 - 鷲宮村が町制施行して鷲宮町となる。（7町35村）
- 1934年（昭和9年）10月1日 - 綾瀬村が改称・町制施行して蓮田町となる。（8町34村）
- 1944年（昭和19年）4月1日 - 粕壁町・内牧村が合併して春日部町が発足。（8町33村）
- 1954年（昭和29年）
  - 5月3日（8町25村）
    - 岩槻町・川通村・柏崎村・新和村・和土村・河合村・慈恩寺村が合併し、改めて岩槻町が発足。
    - 蓮田町・黒浜村・平野村が合併し、改めて蓮田町が発足。

  - 7月1日（6町20村）
    - 岩槻町が市制施行して岩槻市となり、郡より離脱。
    - 春日部町・豊春村・武里村が北葛飾郡幸松村・豊野村と合併して春日部市が発足、郡より離脱。
    - 久喜町・太田村・江面村・清久村が合併し、改めて久喜町が発足。

  - 9月1日（7町14村）
    - 菖蒲町・小林村・栢間村・三箇村および大山村の一部（大字上大崎）が合併し、改めて菖蒲町が発足。
    - 日勝村・篠津村・大山村の残部（大字下大崎、柴山、荒井新田）が合併して白岡町が発足。

  - 11月3日（6町6村）
    - 越ヶ谷町・大沢町・新方村・蒲生村・増林村・出羽村・桜井村・大相模村・大袋村・荻島村が合併して越谷町が発足。
- 1955年（昭和30年）
  - 1月1日 - 鷲宮町（わしのみやまち）が北葛飾郡桜田村の一部（大字八甫、西大輪、東大輪、外野、上川崎）と合併して北葛飾郡鷲宮町（わしみやまち）が発足し、郡より離脱。（5町6村）
  - 7月20日 - 百間村・須賀村が合併して宮代町が発足。（6町4村）
  - 8月1日 - 川柳村が北足立郡草加町に編入。郡より離脱。（6町3村）
  - 11月3日 - 北足立郡草加町の一部（旧川柳村のうち大字井原、上谷、麦塚）が越谷町に編入。
- 1956年（昭和31年）
  - 1月1日 - 岩槻市の一部（大字川島および馬込の一部）が蓮田町に編入。
  - 9月28日
    - 八幡村・潮止村および八条村の一部（大字八条、鶴ヶ曽根、松之木、伊草、小作田）が合併して八潮村が発足。
    - 八条村の残部（大字立野堀）が北足立郡草加町に編入。（6町1村）
- 1958年（昭和33年）11月3日 - 越谷町が市制施行して越谷市となり、郡より離脱。（5町1村）
- 1964年（昭和39年）10月1日 - 八潮村が町制施行して八潮町となる。（6町）
- 1971年（昭和46年）10月1日 - 久喜町が市制施行して久喜市となり、郡より離脱。（5町）
- 1972年（昭和47年）
  - 1月15日 - 八潮町が市制施行して八潮市となり、郡より離脱。（4町）
  - 10月1日 - 蓮田町が市制施行して蓮田市となり、郡より離脱。（3町）
- 2010年（平成22年）3月23日 - 菖蒲町が久喜市および北葛飾郡鷲宮町、栗橋町と合併し、改めて久喜市が発足、郡より離脱。（2町）
- 2012年（平成24年）10月1日 - 白岡町が市制施行して白岡市となり、郡より離脱。（1町）

### 変遷表
| 明治22年以前 | 明治22年4月1日       | 明治22年 - 大正15年    | 昭和元年 - 昭和19年            | 昭和元年 - 昭和19年            | 昭和20年 - 昭和29年           | 昭和20年 - 昭和29年           | 昭和30年 - 昭和64年                             | 昭和30年 - 昭和64年                             | 昭和30年 - 昭和64年                             | 昭和30年 - 昭和64年                             | 平成元年 - 現在                            | 現在       |
| --- | -------------------- | ---------------------- | ------------------------------ | ------------------------------ | ----------------------------- | ----------------------------- | ----------------------------------------------- | ----------------------------------------------- | ----------------------------------------------- | ----------------------------------------------- | ------------------------------------------ | ---------- |
| 岩槻町 太田町                                                                                                   | 岩槻町               | 岩槻町                 | 岩槻町                         | 岩槻町                         | 昭和29年 5月3日 岩槻町        | 昭和29年 11月3日 市制         | 岩槻市                                          | 岩槻市                                          | 岩槻市                                          | 岩槻市                                          | 平成17年4月1日 さいたま市に編入 岩槻区設置 | さいたま市 |
| 大口村 南平野村 長宮村 大野島村 増長村 大谷村 大戸村 大森村 新方須賀村                                          | 川通村               | 川通村                 | 川通村                         | 川通村                         | 昭和29年 5月3日 岩槻町        | 昭和29年 11月3日 市制         | 岩槻市                                          | 岩槻市                                          | 岩槻市                                          | 岩槻市                                          | 平成17年4月1日 さいたま市に編入 岩槻区設置 | さいたま市 |
| 柏崎村 横根村 加倉村 谷下村 浮谷村 真福寺村                                                                     | 柏崎村               | 柏崎村                 | 柏崎村                         | 柏崎村                         | 昭和29年 5月3日 岩槻町        | 昭和29年 11月3日 市制         | 岩槻市                                          | 岩槻市                                          | 岩槻市                                          | 岩槻市                                          | 平成17年4月1日 さいたま市に編入 岩槻区設置 | さいたま市 |
| 尾ヶ崎村 釣上村 野島方村 孫十郎村 高曽根村 末田村 尾ヶ崎新田 釣上新田                                           | 新和村               | 新和村                 | 新和村                         | 新和村                         | 昭和29年 5月3日 岩槻町        | 昭和29年 11月3日 市制         | 岩槻市                                          | 岩槻市                                          | 岩槻市                                          | 岩槻市                                          | 平成17年4月1日 さいたま市に編入 岩槻区設置 | さいたま市 |
| 黒谷村 飯塚村 笹久保村 木曽良村 村国村 南下新井村 笹久保新田                                                    | 和土村               | 和土村                 | 和土村                         | 和土村                         | 昭和29年 5月3日 岩槻町        | 昭和29年 11月3日 市制         | 岩槻市                                          | 岩槻市                                          | 岩槻市                                          | 岩槻市                                          | 平成17年4月1日 さいたま市に編入 岩槻区設置 | さいたま市 |
| 慈恩寺村 裏慈恩寺村 表慈恩寺村 古ヶ場村 徳力村 鹿室村 上野村 南辻村 小溝村 相原野村                             | 慈恩寺村             | 慈恩寺村               | 慈恩寺村                       | 慈恩寺村                       | 昭和29年 5月3日 岩槻町        | 昭和29年 11月3日 市制         | 岩槻市                                          | 岩槻市                                          | 岩槻市                                          | 岩槻市                                          | 平成17年4月1日 さいたま市に編入 岩槻区設置 | さいたま市 |
| 掛村 金重村 本宿村 箕輪村 平林寺村 馬込村（一部）                                                               | 河合村               | 河合村                 | 河合村                         | 河合村                         | 昭和29年 5月3日 岩槻町        | 昭和29年 11月3日 市制         | 岩槻市                                          | 岩槻市                                          | 岩槻市                                          | 岩槻市                                          | 平成17年4月1日 さいたま市に編入 岩槻区設置 | さいたま市 |
| 馬込村（一部） 川島村                                                                                           | 河合村               | 河合村                 | 河合村                         | 河合村                         | 昭和29年 5月3日 岩槻町        | 昭和29年 11月3日 市制         | 昭和31年1月1日 蓮田町に編入                     | 昭和47年10月1日 市制                            | 昭和47年10月1日 市制                            | 昭和47年10月1日 市制                            | 蓮田市                                     | 蓮田市     |
| 蓮田村 貝塚村 閏戸村                                                                                            | 綾瀬村               | 綾瀬村                 | 昭和9年10月1日 町制改称 蓮田町 | 昭和9年10月1日 町制改称 蓮田町 | 昭和29年5月3日 蓮田町         | 昭和29年5月3日 蓮田町         | 蓮田町                                          | 昭和47年10月1日 市制                            | 昭和47年10月1日 市制                            | 昭和47年10月1日 市制                            | 蓮田市                                     | 蓮田市     |
| 黒浜村 城村 南新宿村 笹山村 江ヶ崎村                                                                            | 黒浜村               | 黒浜村                 | 黒浜村                         | 黒浜村                         | 昭和29年5月3日 蓮田町         | 昭和29年5月3日 蓮田町         | 蓮田町                                          | 昭和47年10月1日 市制                            | 昭和47年10月1日 市制                            | 昭和47年10月1日 市制                            | 蓮田市                                     | 蓮田市     |
| 上平野村 高虫村 駒崎村 井沼村 根金村                                                                            | 平野村               | 平野村                 | 平野村                         | 平野村                         | 昭和29年5月3日 蓮田町         | 昭和29年5月3日 蓮田町         | 蓮田町                                          | 昭和47年10月1日 市制                            | 昭和47年10月1日 市制                            | 昭和47年10月1日 市制                            | 蓮田市                                     | 蓮田市     |
| 篠津村 野牛村 白岡村 寺塚村 高岩村                                                                              | 篠津村               | 篠津村                 | 篠津村                         | 篠津村                         | 昭和29年9月1日 白岡町         | 昭和29年9月1日 白岡町         | 白岡町                                          | 白岡町                                          | 白岡町                                          | 白岡町                                          | 平成24年10月1日 市制                       | 白岡市     |
| 岡泉村 | 岡泉村               | 明治27年3月15日 日勝村 | 日勝村                         | 日勝村                         | 昭和29年9月1日 白岡町         | 昭和29年9月1日 白岡町         | 白岡町                                          | 白岡町                                          | 白岡町                                          | 白岡町                                          | 平成24年10月1日 市制                       | 白岡市     |
| 実ヶ谷村 | 実ヶ谷村             | 明治27年3月15日 日勝村 | 日勝村                         | 日勝村                         | 昭和29年9月1日 白岡町         | 昭和29年9月1日 白岡町         | 白岡町                                          | 白岡町                                          | 白岡町                                          | 白岡町                                          | 平成24年10月1日 市制                       | 白岡市     |
| 千駄野村 | 千駄野村             | 明治27年3月15日 日勝村 | 日勝村                         | 日勝村                         | 昭和29年9月1日 白岡町         | 昭和29年9月1日 白岡町         | 白岡町                                          | 白岡町                                          | 白岡町                                          | 白岡町                                          | 平成24年10月1日 市制                       | 白岡市     |
| 小久喜村 | 小久喜村             | 明治27年3月15日 日勝村 | 日勝村                         | 日勝村                         | 昭和29年9月1日 白岡町         | 昭和29年9月1日 白岡町         | 白岡町                                          | 白岡町                                          | 白岡町                                          | 白岡町                                          | 平成24年10月1日 市制                       | 白岡市     |
| 上野田村 | 上野田村             | 明治27年3月15日 日勝村 | 日勝村                         | 日勝村                         | 昭和29年9月1日 白岡町         | 昭和29年9月1日 白岡町         | 白岡町                                          | 白岡町                                          | 白岡町                                          | 白岡町                                          | 平成24年10月1日 市制                       | 白岡市     |
| 下野田村 | 下野田村             | 明治27年3月15日 日勝村 | 日勝村                         | 日勝村                         | 昭和29年9月1日 白岡町         | 昭和29年9月1日 白岡町         | 白岡町                                          | 白岡町                                          | 白岡町                                          | 白岡町                                          | 平成24年10月1日 市制                       | 白岡市     |
| 爪田ヶ谷村 | 爪田ヶ谷村           | 明治27年3月15日 日勝村 | 日勝村                         | 日勝村                         | 昭和29年9月1日 白岡町         | 昭和29年9月1日 白岡町         | 白岡町                                          | 白岡町                                          | 白岡町                                          | 白岡町                                          | 平成24年10月1日 市制                       | 白岡市     |
| 太田新井村 | 太田新井村           | 明治27年3月15日 日勝村 | 日勝村                         | 日勝村                         | 昭和29年9月1日 白岡町         | 昭和29年9月1日 白岡町         | 白岡町                                          | 白岡町                                          | 白岡町                                          | 白岡町                                          | 平成24年10月1日 市制                       | 白岡市     |
| 彦兵衛新田 | 彦兵衛村             | 明治27年3月15日 日勝村 | 日勝村                         | 日勝村                         | 昭和29年9月1日 白岡町         | 昭和29年9月1日 白岡町         | 白岡町                                          | 白岡町                                          | 白岡町                                          | 白岡町                                          | 平成24年10月1日 市制                       | 白岡市     |
| 下大崎村 柴山村 荒井新田                                                                                        | 大山村               | 大山村                 | 大山村                         | 大山村                         | 昭和29年9月1日 白岡町         | 昭和29年9月1日 白岡町         | 白岡町                                          | 白岡町                                          | 白岡町                                          | 白岡町                                          | 平成24年10月1日 市制                       | 白岡市     |
| 上大崎村 | 大山村               | 大山村                 | 大山村                         | 大山村                         | 昭和29年9月1日 菖蒲町         | 昭和29年9月1日 菖蒲町         | 菖蒲町                                          | 菖蒲町                                          | 菖蒲町                                          | 菖蒲町                                          | 平成22年3月23日 久喜市の一部               | 久喜市     |
| 菖蒲町 | 菖蒲町               | 菖蒲町                 | 菖蒲町                         | 菖蒲町                         | 昭和29年9月1日 菖蒲町         | 昭和29年9月1日 菖蒲町         | 菖蒲町                                          | 菖蒲町                                          | 菖蒲町                                          | 菖蒲町                                          | 平成22年3月23日 久喜市の一部               | 久喜市     |
| 新堀村 | 菖蒲町               | 菖蒲町                 | 菖蒲町                         | 菖蒲町                         | 昭和29年9月1日 菖蒲町         | 昭和29年9月1日 菖蒲町         | 菖蒲町                                          | 菖蒲町                                          | 菖蒲町                                          | 菖蒲町                                          | 平成22年3月23日 久喜市の一部               | 久喜市     |
| 西小林村 | 小林村               | 小林村                 | 小林村                         | 小林村                         | 昭和29年9月1日 菖蒲町         | 昭和29年9月1日 菖蒲町         | 菖蒲町                                          | 菖蒲町                                          | 菖蒲町                                          | 菖蒲町                                          | 平成22年3月23日 久喜市の一部               | 久喜市     |
| 下栢間村 上栢間村 柴山枝郷                                                                                      | 栢間村               | 栢間村                 | 栢間村                         | 栢間村                         | 昭和29年9月1日 菖蒲町         | 昭和29年9月1日 菖蒲町         | 菖蒲町                                          | 菖蒲町                                          | 菖蒲町                                          | 菖蒲町                                          | 平成22年3月23日 久喜市の一部               | 久喜市     |
| 三箇村 河原井村 臺村                                                                                            | 三箇村               | 三箇村                 | 三箇村                         | 三箇村                         | 昭和29年9月1日 菖蒲町         | 昭和29年9月1日 菖蒲町         | 菖蒲町                                          | 菖蒲町                                          | 菖蒲町                                          | 菖蒲町                                          | 平成22年3月23日 久喜市の一部               | 久喜市     |
| 久喜本町 久喜新町                                                                                               | 久喜町               | 久喜町                 | 久喜町                         | 久喜町                         | 昭和29年7月1日 久喜町         | 昭和29年7月1日 久喜町         | 昭和46年10月1日 市制                            | 昭和46年10月1日 市制                            | 昭和46年10月1日 市制                            | 昭和46年10月1日 市制                            | 平成22年3月23日 久喜市の一部               | 久喜市     |
| 上早見村 | 久喜町               | 久喜町                 | 久喜町                         | 久喜町                         | 昭和29年7月1日 久喜町         | 昭和29年7月1日 久喜町         | 昭和46年10月1日 市制                            | 昭和46年10月1日 市制                            | 昭和46年10月1日 市制                            | 昭和46年10月1日 市制                            | 平成22年3月23日 久喜市の一部               | 久喜市     |
| 栗原村 青毛村 古久喜村 野久喜村 西村 吉羽村                                                                     | 太田村               | 太田村                 | 太田村                         | 太田村                         | 昭和29年7月1日 久喜町         | 昭和29年7月1日 久喜町         | 昭和46年10月1日 市制                            | 昭和46年10月1日 市制                            | 昭和46年10月1日 市制                            | 昭和46年10月1日 市制                            | 平成22年3月23日 久喜市の一部               | 久喜市     |
| 江面村 下早見村 北青柳村 太田袋村 樋ノ口村 原村 除堀村                                                          | 江面村               | 江面村                 | 江面村                         | 江面村                         | 昭和29年7月1日 久喜町         | 昭和29年7月1日 久喜町         | 昭和46年10月1日 市制                            | 昭和46年10月1日 市制                            | 昭和46年10月1日 市制                            | 昭和46年10月1日 市制                            | 平成22年3月23日 久喜市の一部               | 久喜市     |
| 上清久村 下清久村 六万部村 北中曽根村 所久喜村                                                                  | 清久村               | 清久村                 | 清久村                         | 清久村                         | 昭和29年7月1日 久喜町         | 昭和29年7月1日 久喜町         | 昭和46年10月1日 市制                            | 昭和46年10月1日 市制                            | 昭和46年10月1日 市制                            | 昭和46年10月1日 市制                            | 平成22年3月23日 久喜市の一部               | 久喜市     |
| 鷲宮村 上内村 葛梅村 中妻村 久本寺村                                                                            | 鷲宮（わしのみや）村 | 鷲宮村                 | 昭和10年4月17日 町制           | 昭和10年4月17日 町制           | 鷲宮町                        | 鷲宮町                        | 昭和30年1月1日 北葛飾郡鷲宮（わしみや）町の一部 | 昭和30年1月1日 北葛飾郡鷲宮（わしみや）町の一部 | 昭和30年1月1日 北葛飾郡鷲宮（わしみや）町の一部 | 昭和30年1月1日 北葛飾郡鷲宮（わしみや）町の一部 | 平成22年3月23日 久喜市の一部               | 久喜市     |
| 百間村 百間東村 百間中村 百間金屋原組 百間西原村 百間中島村 蓮谷村                                              | 百間村               | 百間村                 | 百間村                         | 百間村                         | 百間村                        | 百間村                        | 昭和30年7月20日 宮代町                          | 昭和30年7月20日 宮代町                          | 昭和30年7月20日 宮代町                          | 昭和30年7月20日 宮代町                          | 宮代町                                     | 宮代町     |
| 須賀村 和戸村 西粂原村 東粂原村 国納村                                                                          | 須賀村               | 須賀村                 | 須賀村                         | 須賀村                         | 須賀村                        | 須賀村                        | 昭和30年7月20日 宮代町                          | 昭和30年7月20日 宮代町                          | 昭和30年7月20日 宮代町                          | 昭和30年7月20日 宮代町                          | 宮代町                                     | 宮代町     |
| 粕壁宿 | 粕壁町               | 粕壁町                 | 昭和19年4月1日 春日部町        | 昭和19年4月1日 春日部町        | 昭和29年7月1日 春日部市の一部 | 昭和29年7月1日 春日部市の一部 | 春日部市                                        | 春日部市                                        | 春日部市                                        | 春日部市                                        | 春日部市                                   | 春日部市   |
| 内牧村 梅田村                                                                                                   | 内牧村               | 内牧村                 | 昭和19年4月1日 春日部町        | 昭和19年4月1日 春日部町        | 昭和29年7月1日 春日部市の一部 | 昭和29年7月1日 春日部市の一部 | 春日部市                                        | 春日部市                                        | 春日部市                                        | 春日部市                                        | 春日部市                                   | 春日部市   |
| 道順川戸村 上蛭田村 下蛭田村 花積村 道口蛭田村 南中曽根村 新方袋村 増戸村 増富村 上大増新田 下大増新田 谷原新田 | 豊春村               | 豊春村                 | 豊春村                         | 豊春村                         | 昭和29年7月1日 春日部市の一部 | 昭和29年7月1日 春日部市の一部 | 春日部市                                        | 春日部市                                        | 春日部市                                        | 春日部市                                        | 春日部市                                   | 春日部市   |
| 備後村 一ノ割村 薄谷村 中野村 大場村 大畑村 大枝村 増田新田                                                     | 武里村               | 武里村                 | 武里村                         | 武里村                         | 昭和29年7月1日 春日部市の一部 | 昭和29年7月1日 春日部市の一部 | 春日部市                                        | 春日部市                                        | 春日部市                                        | 春日部市                                        | 春日部市                                   | 春日部市   |
| 越ヶ谷宿 | 越ヶ谷町             | 越ヶ谷町               | 越ヶ谷町                       | 越ヶ谷町                       | 昭和29年11月3日 越谷町        | 昭和29年11月3日 越谷町        | 越谷町                                          | 越谷町                                          | 昭和33年11月3日 市制                            | 昭和33年11月3日 市制                            | 越谷市                                     | 越谷市     |
| 大沢町 | 大沢町               | 大沢町                 | 大沢町                         | 大沢町                         | 昭和29年11月3日 越谷町        | 昭和29年11月3日 越谷町        | 越谷町                                          | 越谷町                                          | 昭和33年11月3日 市制                            | 昭和33年11月3日 市制                            | 越谷市                                     | 越谷市     |
| 北川崎村 船渡村 大吉村 大松村 大杉村 弥十郎村 向畑村                                                            | 新方村               | 新方村                 | 新方村                         | 新方村                         | 昭和29年11月3日 越谷町        | 昭和29年11月3日 越谷町        | 越谷町                                          | 越谷町                                          | 昭和33年11月3日 市制                            | 昭和33年11月3日 市制                            | 越谷市                                     | 越谷市     |
| 上間久里村 下間久里村 大里村 大泊村 平方村                                                                      | 桜井村               | 桜井村                 | 桜井村                         | 桜井村                         | 昭和29年11月3日 越谷町        | 昭和29年11月3日 越谷町        | 越谷町                                          | 越谷町                                          | 昭和33年11月3日 市制                            | 昭和33年11月3日 市制                            | 越谷市                                     | 越谷市     |
| 大竹村 大道村 大林村 大房村 袋山村 恩間村 恩間新田 三野宮村                                                     | 大袋村               | 大袋村                 | 大袋村                         | 大袋村                         | 昭和29年11月3日 越谷町        | 昭和29年11月3日 越谷町        | 越谷町                                          | 越谷町                                          | 昭和33年11月3日 市制                            | 昭和33年11月3日 市制                            | 越谷市                                     | 越谷市     |
| 南荻島村 小曽川村 野島村 砂原村 北後谷村 西新井村 長島村                                                        | 荻島村               | 荻島村                 | 荻島村                         | 荻島村                         | 昭和29年11月3日 越谷町        | 昭和29年11月3日 越谷町        | 越谷町                                          | 越谷町                                          | 昭和33年11月3日 市制                            | 昭和33年11月3日 市制                            | 越谷市                                     | 越谷市     |
| 四丁野村 七左衛門村 越巻村 谷中村 神明下村 大間野村                                                             | 出羽村               | 出羽村                 | 出羽村                         | 出羽村                         | 昭和29年11月3日 越谷町        | 昭和29年11月3日 越谷町        | 越谷町                                          | 越谷町                                          | 昭和33年11月3日 市制                            | 昭和33年11月3日 市制                            | 越谷市                                     | 越谷市     |
| 蒲生村 登戸村 瓦曽根村                                                                                          | 蒲生村               | 蒲生村                 | 蒲生村                         | 蒲生村                         | 昭和29年11月3日 越谷町        | 昭和29年11月3日 越谷町        | 越谷町                                          | 越谷町                                          | 昭和33年11月3日 市制                            | 昭和33年11月3日 市制                            | 越谷市                                     | 越谷市     |
| 東方村 西方村 南百村 四条村 見田方村 別府村 千疋村                                                              | 大相模村             | 大相模村               | 大相模村                       | 大相模村                       | 昭和29年11月3日 越谷町        | 昭和29年11月3日 越谷町        | 越谷町                                          | 越谷町                                          | 昭和33年11月3日 市制                            | 昭和33年11月3日 市制                            | 越谷市                                     | 越谷市     |
| 増林村 増森村 中島村 花田村 東小林村                                                                            | 増林村               | 増林村                 | 増林村                         | 増林村                         | 昭和29年11月3日 越谷町        | 昭和29年11月3日 越谷町        | 越谷町                                          | 越谷町                                          | 昭和33年11月3日 市制                            | 昭和33年11月3日 市制                            | 越谷市                                     | 越谷市     |
| 伊原村 麦塚村                                                                                                   | 川柳村               | 川柳村                 | 川柳村                         | 川柳村                         | 川柳村                        | 川柳村                        | 昭和30年8月1日 北足立郡 草加町に編入            | 昭和30年11月3日 越谷町に編入                    | 昭和33年11月3日 市制                            | 昭和33年11月3日 市制                            | 越谷市                                     | 越谷市     |
| 柿木村 南青柳村                                                                                                 | 川柳村               | 川柳村                 | 川柳村                         | 川柳村                         | 川柳村                        | 川柳村                        | 昭和30年8月1日 北足立郡 草加町に編入            | 北足立郡 草加町                                 | 昭和33年11月1日 市制                            | 昭和33年11月1日 市制                            | 草加市                                     | 草加市     |
| 立野堀村 | 八条村               | 八条村                 | 八条村                         | 八条村                         | 八条村                        | 八条村                        | 八条村                                          | 昭和31年9月28日 北足立郡 草加町に編入           | 昭和33年11月1日 市制                            | 昭和33年11月1日 市制                            | 草加市                                     | 草加市     |
| 八条村 鶴ヶ曽根村 松之木村 伊草村 小作田村                                                                      | 八条村               | 八条村                 | 八条村                         | 八条村                         | 八条村                        | 八条村                        | 八条村                                          | 昭和31年 9月28日 八潮村                         | 昭和39年 10月1日 町制                           | 昭和47年 1月15日 市制                           | 八潮市                                     | 八潮市     |
| 上馬場村 中馬場村 大原村 大曽根村 浮塚村 西袋村 柳之宮村 南後谷村                                               | 八幡村               | 八幡村                 | 八幡村                         | 八幡村                         | 八幡村                        | 八幡村                        | 八幡村                                          | 昭和31年 9月28日 八潮村                         | 昭和39年 10月1日 町制                           | 昭和47年 1月15日 市制                           | 八潮市                                     | 八潮市     |
| 伊勢野村 二町目村 木曽根村 南川崎村 大瀬村 垳村 古新田                                                          | 潮止村               | 潮止村                 | 潮止村                         | 潮止村                         | 潮止村                        | 潮止村                        | 潮止村                                          | 昭和31年 9月28日 八潮村                         | 昭和39年 10月1日 町制                           | 昭和47年 1月15日 市制                           | 八潮市                                     | 八潮市     |

## 行政
歴代郡長
| 代 | 氏名 | 就任年月日                | 退任年月日                | 備考                   |
| -- | ---- | ------------------------- | ------------------------- | ---------------------- |
| 1  |      | 明治11年（1879年）3月17日 |                           |                        |
|    |      |                           | 大正15年（1926年）6月30日 | 郡役所廃止により、廃官 |